# ذي رية (الشعر)

تعديل مصدري - تعديل

ذي رية محلة تابعة لقرية ذى باهل، التابعة لعزلة الوسط بمديرية الشعر إحدى مديريات محافظة إب في الجمهورية اليمنية، بلغ تعداد سكانها 55 حسب تعداد اليمن لعام 2004.